# Multiple-complex Developmental Disorder
Multiple-complex Developmental Disorder, förkortat McDD, (även Multiple complex developmental disorder, förkortat MCDD)
är en omstridd psykiatrisk diagnos i skärningspunkten mellan autismspektrumtillstånd,
schizofrenispektrum (inkluderat schizoid personlighetsstörning), borderline-personlighetsstörning, debuterande bipolär sjukdom och vad som på franska kallas “psykotisk disharmoni”. 
Vissa forskare har hävdat att McDD är en distinkt subtyp under diagnosen PDD-NOS, det som i folkmun kallas atypisk autism. Enligt andra är McDD en separat diagnos inom autismspektrum. Andra har hävdat att vissa personer med McDD inte uppfyller kriterierna för både autismspektrumtillstånd och psykos.

## Allmänt
McDD räknas mer som en utvecklingsrelaterad störning (PDD) än som ett psykotiskt syndrom, då den syns redan under barndomen. I Nederländerna ges diagnosen redan nu[när?]. Diagnosen är inte officiell enligt DSM-5, men används redan idag[när?] av primärt barn- och ungdomspsykiatrer för att beteckna vissa typer av psykiatrisk problematik[källa behövs].
McDD beskrevs först av Simon Baron-Cohen år 1986. Tillståndet gick tidigare under namnet Multiplex Development Disorder (MDD), men namnet ändrades 1994 till McDD för att undvika den förvirrande sammanblandningen med det långt vanligare förekommande begreppet MDD i betydelsen “egentlig depression” (Major depressive disorder).

## Autismspektrum visavi schizofrenispektrum
Autismens samband med schizofreni har varit föremål för diskussion. Fram till 1970-talet användes beteckningen “barndomsschizofreni” om autistiska barn. Under de 30 åren sedan dess har begreppet barndomsschizofreni fasats ut och autismbegreppet baseras endast på sociala, sensoriska och kommunikativa symtom, utan några referenser till tankestörningar typiska för schizofreni. Vissa av barnen med sociala, kommunikativa och sensoriska brister typiska för autism, visar dock även symtom som exempelvis att höra röster, vara emotionellt instabila och ha tankestörningar liknande schizofreni. Det är dessa barn som sägs ha McDD.
Till skillnad från schizofreni uppstår McDD-symtom i tidiga barndomen. McDD kan ha allt från intensiv till helt avsaknad av känslor och McDD är även oberoende av intelligensnivå. Det finns en mycket hög samsjuklighet med inlärningssvårigheter, AD/HD, tvångssyndrom, depression, bipolär sjukdom, social fobi, Tourettes syndrom, personlighetsstörningar, epilepsi och fobier. Barn med McDD riskerar en psykotisk utveckling i tonåren med sannolikhet för återkommande psykotiska episoder, och några utvecklar schizofreni som vuxna. McDD är sannolikt relativt stabilt med hög risk för negativ utveckling.

## Symtom vid McDD
McDD utgör en egen grupp inom autismspektrum, som kännetecknas av bland annat störd reglering av ångest och känslomässiga tillstånd, nedsatt socialt beteende och känslighet, samt tankestörningar och självskadebeteende. Hos personer med McDD är inte de sociala problemen primära, utan problemen med att reglera tankeverksamhet och känslor. Personer med McDD kan ha svårt med “känslan” I sociala relationer; känslor kan uttryckas alltför intensivt och det är vanligt med snabba humörsvängningar och svartvitt tänkande, bland annat i form av hatkärleksförhållande till föräldrar eller annan primärvårdare. Personer med McDD kan reagera hastigt med panik, glädje, ledsamhet eller bli snabbt uttråkade. De har också svårt för att göra skillnad mellan nära bekanta och främlingar och skillnaden I hur man skall bete sig I förhållande till relationen. Ibland kan de uppfattas svara konstigt på frågor, personer med McDD har en stark fantasi och de kan ha svårt att skilja verkligheten från fantasin. Ibland talar de om att de "hör röster" eller "personer" i huvudet, som kan styra dem utan att de kan motstå det. Termometern som reglerar tankar och känslor fungerar mindre bra.
Personer med McDD tar initiativ till sociala relationer, men förstår inte alltid de sociala spelreglerna, de fungerar därför ofta bäst i en-till-en relationer med vuxna. I mer komplexa och ostrukturerade miljöer blir det fel och personer med McDD kan reagera snabbt med ilska eller ledsenhet. De har svårt för nya situationer och tycker om förutsägbarhet.
Det finns inget läkemedel som botar McDD som funktionshinder (liksom det inte finns för andra autismspektrumstörningar), men det finns exempelvis läkemedel som lugnar och som lindrar kaos och aggression eller psykotiska symtom. 

### Skillnader mellan McDD och PDD-NOS
Det finns identifierbara skillnader mellan McDD och PDD-NOS, en av dem är att personer med McDD har svårare att hantera sina känslor och därför kan reagera kraftfullare och svårare än de med PDD-NOS gör. De med McDD har svårt att känna sig trygga i världen med mycket folk omkring sig och de är ofta mycket rädda. McDD behöver inte ha lika stora problem med sociala kontakter som de med PDD-NOS, men de har ändå svårt att förstå och att förstås av sin omgivning.
McDD har i forskning visat sig vara relaterat med ångeststörningar, störande beteende och psykotiska tankestörningar, medan PDD-NOS var relaterat till problem med och brist på social kontakt.

### Tre huvudgrupper av symtom
1. Känsloreglering (affektiva symtom)
- Störning[förtydliga] i känsloreglering; ångest, grips lätt av panik och spändhet/irritabilitet, svårigheter I känsloreglering.
- Aggressiv med snabba kraftiga humörsvängningar utan synbar orsak.
- Emotionell instabilitet. Dagliga utbrott. Reagerar känslomässigt.
- Ovanliga fobier (situationer eller föremål).
- Panikattacker eller överväldigad primitiv rädsla (dissociation).
- Snabb tankegång.
- Impulsivitet, depression, sömnproblem.

2. Svårigheter i socialt beteende och utveckling (autistiska symtom).
- Svårigheter att skaffa och behålla relationer, kan lätt såra andra utan att förstå det. Social apati eller begränsat socialt intresse trots sociala färdigheter.
- Begränsade, repetitive och stereotypa beteenden och specialintressen.
- Svårigheter med att förstå hur andra känner/tänker (Theory of Mind).
- Svårigheter I att uttrycka sig.
- Tolkar saker bokstavligt.
- Hatkärleksförhållanden, i synnerhet mot vuxna och primärt mot föräldrar och/eller primärvårdare.
- Bristande empati och ömsesidighet, men tillräckligt fa kunna manipulera.
- Störningar I samordningen av sinnesintryck, perceptuell överkänslighet.
- Inlärningssvårigheter.
- Beslutsångest/svårigheter att ta beslut.
- Dålig motorik, dåligt “sunt förnuft”.
- Ibland semantisk – pragmatisk språkstörning.

3. Tankestörningar (psykotiska symtom)
- Svårigheter i att återberätta händelseförlopp och exakt vad som hänt.
- Svårigheter att skilja fantasier från verkliga händelser och bisarra fantasier. Mycket fabulering.
- Osynliga/imaginära vänner och storhetsvansinne, speciella krafter.
- Magiskt tänkande (alltså felaktiga slutsatser angående orsak och verkan: "det var nog för jag inte var snäll som mor och far skilde sig"), tankeinsättning, neologismer, egenpåhittade ord,
- Uppmärksamhetsstörningar/koncentrationssvårigheter.
- Svårt att få omvärlden till en helhet, splittrad, svårt att förstå vad som händer omkring dem.
- Hallucinationer.
- Storhetstankar/omnipotensfantasier och misstänksamhet/paranoia.
- Negativa symptom såsom känslomässig avflatning mm.
- Oorganiserade affekter såsom okontrollerbart skratt och olämpliga ansiktsuttryck.
- Tillfälliga förvirrat beteende, svårigheter att “hålla röd tråd”.
- Risk för psykosgenombrott, fragmentering, farlighet.